# Mehlsack
Mehlsack — старинное сооружение в виде башни в немецком городе Равенсбург, в переводе с немецкого языка означает «Мучной мешок».

## История
Башня Mehlsack (первоначально называлась Белая башня Святого Михаила — нем. Weißer Turm bei St. Michael) была построена в 1425 году для оборонительных целей города Равенсбурга. Название «белая» происходит от её белой внешней отделки. Позже стала называться «Мучной мешок».
Расположена на самом высоком месте в юго-восточной части старого города на месте средневекового городища Вейтсбург (нем. Veitsburg, так первоначально назывался город Равенсбург). Имея в высоту 51 метр и возвышаясь над городом на склоне Святой Кристины, является издалека узнаваемым символом Равенсбурга. 
Башня служила до XVII века для контроля за прилегающей местностью. Она выполняла ту же функцию, что и построенная в 1443 году башня Sackturm («Башня мешок») в Варбурге.
В 1824 году в башню ударила молния, часть её стены рухнула, в результате чего была разрушена находящаяся  у основания башни часовня Святого Михаила, которая так и не была восстановлена.
Последний ремонт башни проводился в 1995 году.
Башня является туристической достопримечательностью, вход и подъём на неё платный.